# Paper Bag
Paper Bag è un singolo della cantautrice statunitense Fiona Apple, pubblicato nel 2000 ed estratto dal suo secondo album When the Pawn....

## Video
Il video del brano è stato diretto dal regista statunitense Paul Thomas Anderson.

## Usi nei media
La canzone è presente nei film The Last Kiss (2006), Le amiche della sposa (2011) e The Idea of You.